# Mont Saint-Michel
El Mont Saint-Michel és una illa rocosa situada a Normandia, França. Està localitzada a aproximadament un quilòmetre de la costa nord del país, a la boca del riu Couesnon a prop d'Avranches, i té una superfície de 7 ha. La part continental de la comuna té una superfície de 393 ha de manera que la superfície total de la comuna és de 400 ha. El 2019 l'illa tenia una població de 29 habitants.
Declarat monument històric el 1862, el Mont Saint-Michel forma part del Patrimoni Mundial de la Humanitat declarat per la UNESCO. A la declaració de la UNESCO també s'hi inclouen la badia i l'antic molí de Moidrey, a uns quatre quilòmetres terra endins.
Amb més de 1,355 milions de visitants l'any 2010, l'abadia és un dels primers llocs culturals visitats a França.

## Geografia

### Formació
Ara és una illa rocosa de marea, la muntanya ocupava terra ferma en temps prehistòrics. A mesura que el nivell del mar va pujar, l'erosió va remodelar el paisatge costaner i van emergir diversos afloraments de granit a la badia, que van resistir el desgast de l'oceà millor que les roques circumdants. Aquests incloïen Lillemer, Mont Dol, Tombelaine (l'illa just al nord) i Mont Tombe, més tard anomenat Mont-Saint-Michel.
El Mont-Saint-Michel està format per leucogranit que es va solidificar a partir d'una intrusió subterrània de magma fos al voltant de 525 milions d'anys, durant el període cambrià, com una de les parts més joves del batòlit granític mancellià. Els primers estudis del Mont-Saint-Michel realitzats per geòlegs francesos de vegades descriuen el leucogranit del Mont com a granulita, però aquest significat granític de granulita ara està obsolet.
La muntura té una circumferència d'uns 960 m i el seu punt més alt és 92 m sobre el nivell del mar .
El Mont Saint-Michel està situat a 48° 38′ 10″ de latitud Nord i a 1° 30′ 40″ de longitud Oest, banyant la seva badia a l'oceà Atlàntic. L'illot té gairebé 960 metres de circumferència i té una superfície d'aproximadament 280 hectàrees, mentre que el penyal s'enlaira a 92 metres d'alçada.

### Les marees

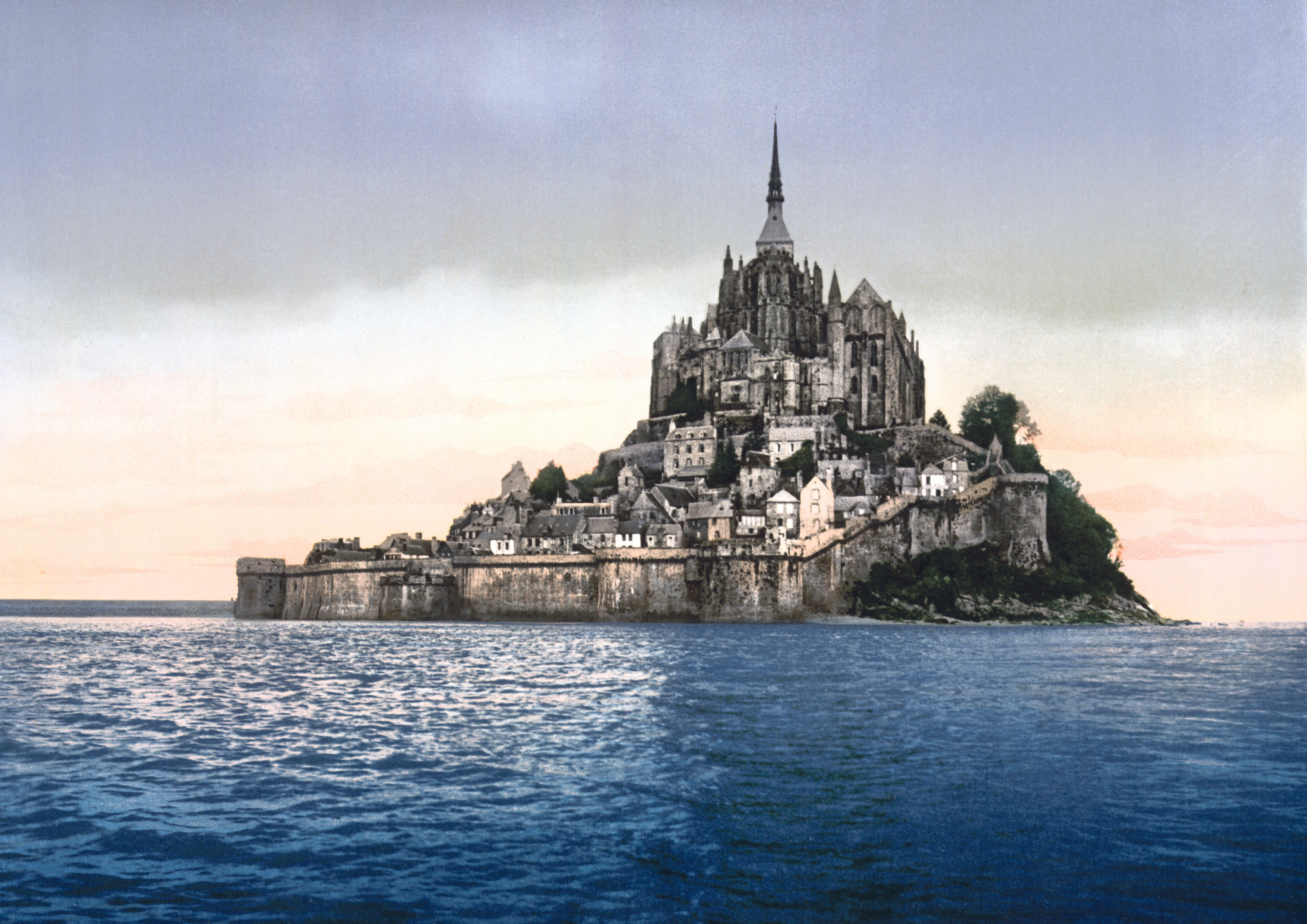
El mont Saint-Michel vist des del mar

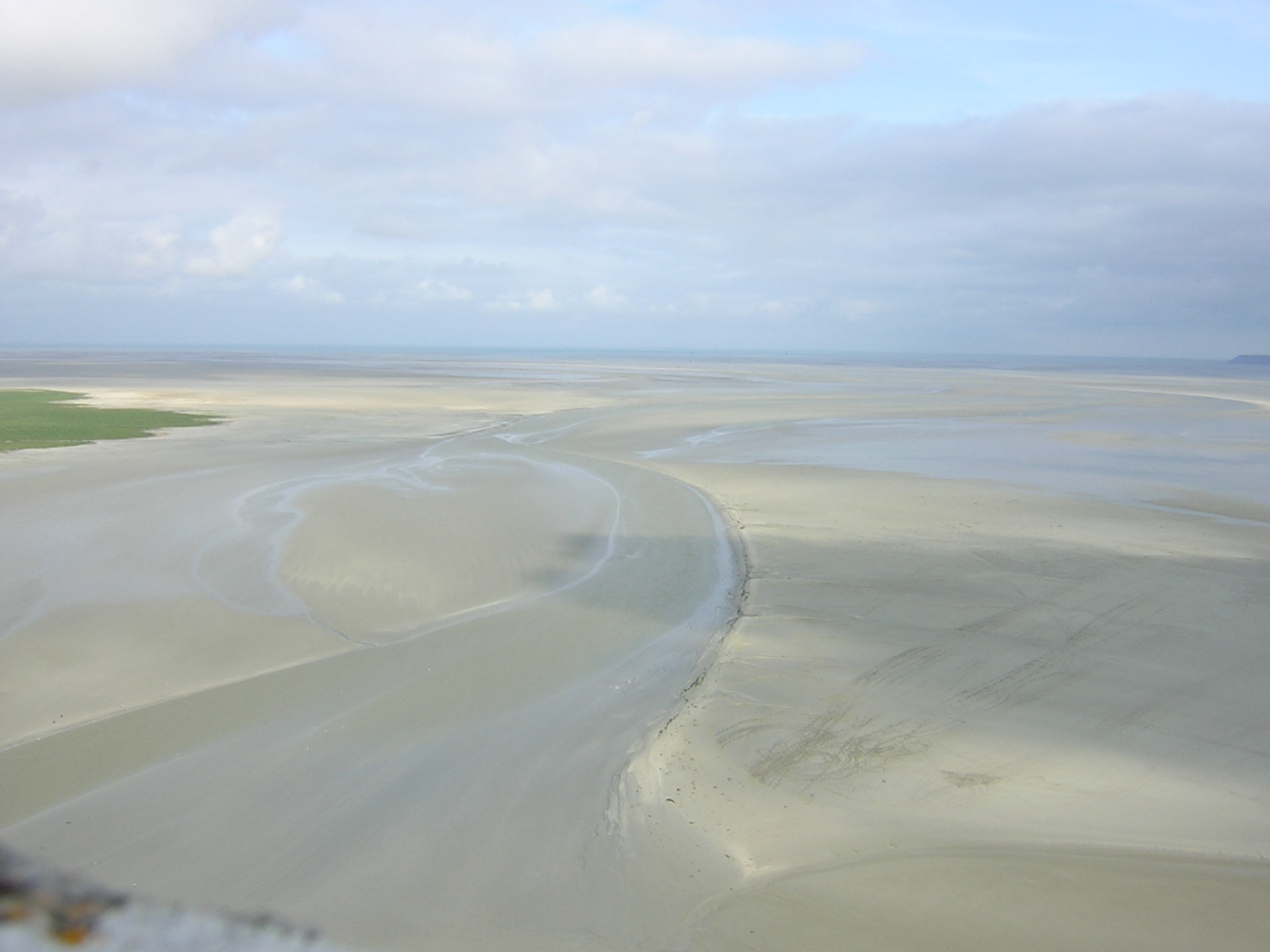
Marea baixa des de dalt del Mont Saint-Michel

Les marees de la badia (fins a 14,50 m d'alçada, 2 cops al dia) van contribuir molt a fer de la muntanya una fortalesa inexpugnable. Durant segles únicament era accessible per via terrestre en els moments de marea baixa, i per via marítima quan la marea era alta. Actualment, es pot accedir a la badia en tot moment gràcies a la carretera que porta als peus de la roca.
Popularment anomenat Sant Miquel en perill de mar pels pelegrins medievals que travessaven les planes, la muntanya encara pot representar perills per als visitants que eviten la calçada i intenten la perillosa caminada per les sorres des de la costa veïna.
La polderització i les inundacions ocasionals han creat prats d'aiguamolls salats que es va descobrir que eren ideals per al pasturatge d'ovelles. La carn ben saborosa que resulta de l'alimentació de les ovelles al pré salé (prat salat) fa agneau de pré-salé (salt-meadow / salt-marsh lamb), una especialitat local que es pot trobar als menús dels restaurants que depenen dels ingressos dels molts visitants de la muntanya.

### Illa de marea

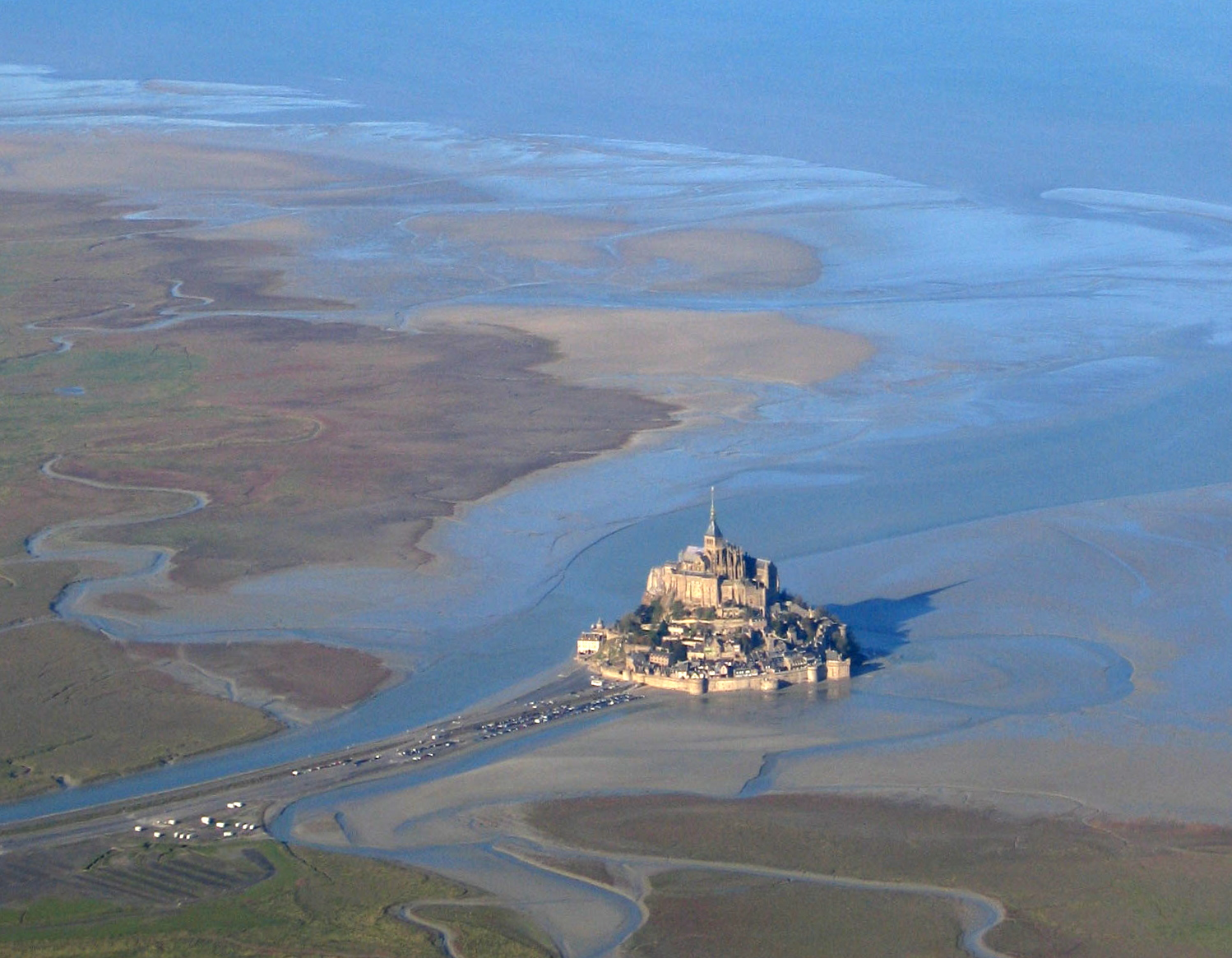
Mont-Saint-Michel amb la marea baixa el novembre de 2005

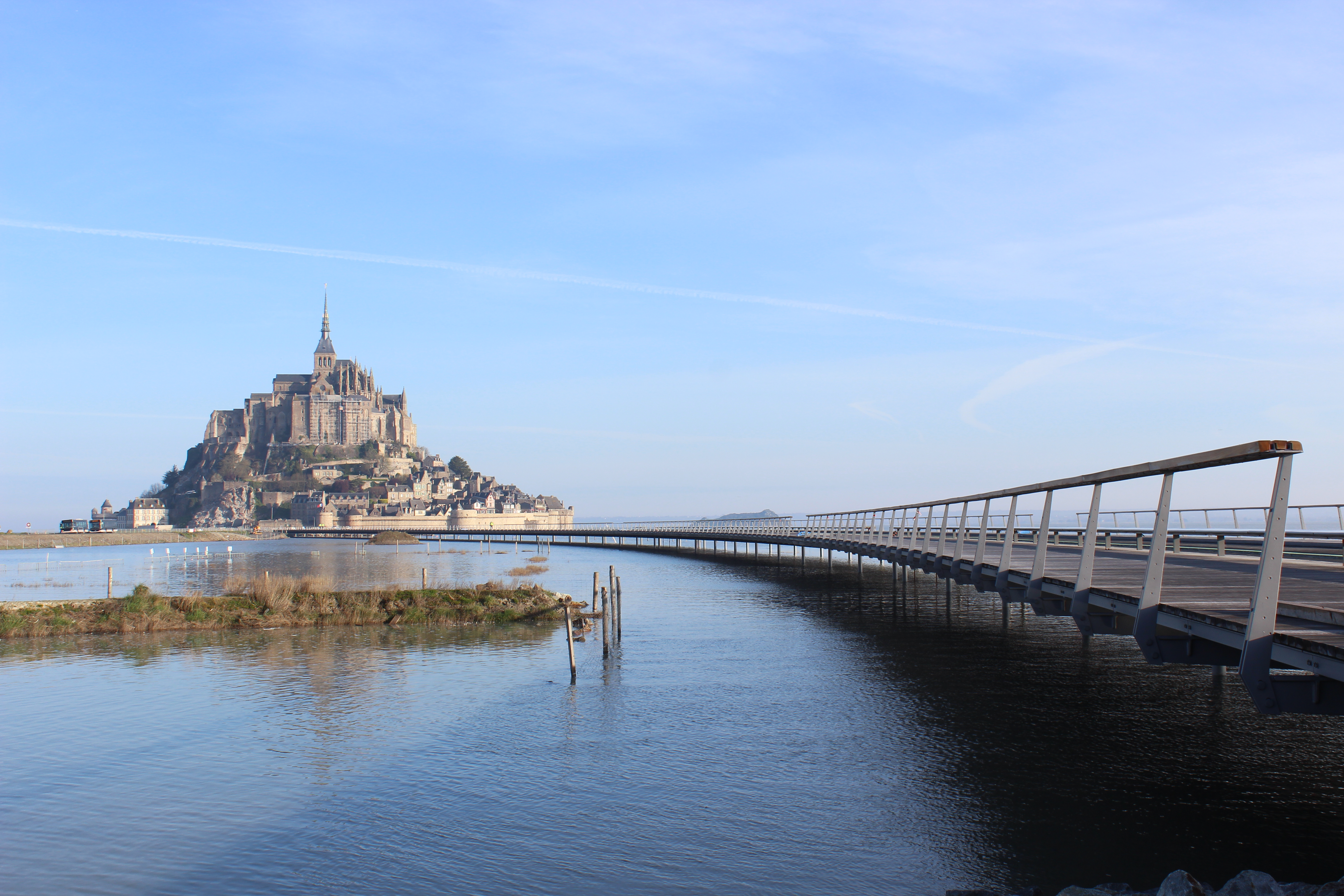
El Mont-Saint-Michel el 2014 amb el nou pont

La connexió entre el Mont Saint-Michel i el continent ha canviat al llarg dels segles. Anteriorment connectada per una calçada mareal que només es descobria durant la marea baixa, aquesta es va convertir en una calçada elevada el 1879, evitant que la marea escombres el llim al voltant de la muntanya. Les planes costaneres s'han polderitzat per crear pastures, reduint la distància entre la costa i l'illa, i el riu Couesnon s'ha canalitzat, reduint la dispersió del flux d'aigua. Tots aquests factors han afavorit la sedimentació de la badia.
El juny de 2006, el primer ministre francès Dominique de Villepin i les autoritats regionals van anunciar un projecte de 200 milions d'euros (Projet Mont-Saint-Michel) per construir una presa hidràulica utilitzant les aigües del Couesnon i les marees per ajudar a eliminar el llim acumulat i fer que el Mont Saint-Michel tornés a ser una illa. La construcció de la presa va començar el 2009. El projecte incloïa la supressió de la calçada i del seu aparcament per a visitants. Des de l'abril de 2012, el nou aparcament al continent s'ha ubicat a 2 5 km de l'illa. Els visitants poden travessar la calçada a peu o amb autobús llançadora.
El juliol de 2014, el nou pont, obra de l'arquitecte Dietmar Feichtinger, es va obrir al públic. El pont lleuger permet que les aigües flueixin lliurement per l'illa i millora l'eficiència de la presa que ara està en funcionament. El pont, que va costar 209 milions d'euros, va ser inaugurat pel president François Hollande.
En rares ocasions, les circumstàncies de les marees produeixen una "supermarea" extremadament alta. El nou pont va quedar completament submergit el 21 de març de 2015 pel nivell més alt del mar, un fet que passa una vegada el 18 anys, mentre la multitud s'hi aplegava per fer fotos.

## Història

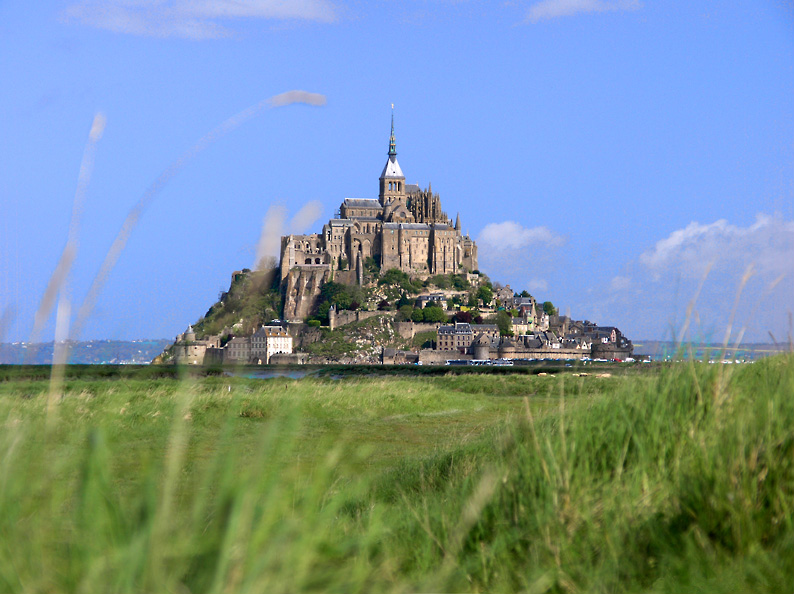
El Mont Saint-Michel des del Sud

### El Mont-Tombe en l'antiguitat
La Muntanya era, des del principi, un lloc on els homes estimaven escoltar o projectar les històries que els van construir i els tranquil·litzaven. Per tant, la suposició que en l'antiguitat era un lloc de cultes druïdics dels abrincats que habitaven la regió al voltant del Mont i Avranchin, es basa únicament en induccions. D'acord amb el canonge de la catedral de Dol i historiador Gilles Deric (1726-1800), la roca era un temple pagà dedicat al déu gal del sol sota el nom de Mons vel Tumba Beleni: «Muntanya o cau de Belenos», hipòtesis ara abandonada, ja que no s'ha descobert cap nivell d'ocupació antiga i Tumba Beneni és, sens dubte, una cacografia per Tumbellana, Tombelaine. El «Mont-Tombe» (Mons Tomba), nom original del Mont Saint-Michel, va sorgir de les sorres en forma d'una tomba. És més probable que l'arrel de la paraula tomba és en realitat indoeuropea (tum, 'monticle') i ve d'un nom anterior de la llatinització de la regió. El terme es refereix a la realitat geogràfica del lloc per designar un monticle, una elevació.

### Els romans
Els romans en van dir Port Hèrcules. Amb la seva arribada van provocar la construcció de vies romanes que solquen l'Armorique, i una d'elles, que unia Dolo amb Fanarfmers, passava a l'oest de Mons Belonus; no obstant això, va haver de ser desplaçada cap a l'Est amb la invasió del mar, que va acabar per fer-la desaparèixer, unint-se amb la via que passa per Avranches.

### A partir del segle VIII
Segons una llegenda, l'arcàngel Miquel es va aparèixer l'any 708 a Aubert d'Avranches, bisbe d'Avranches, i li va ordenar que construís una església a l'illot rocós.

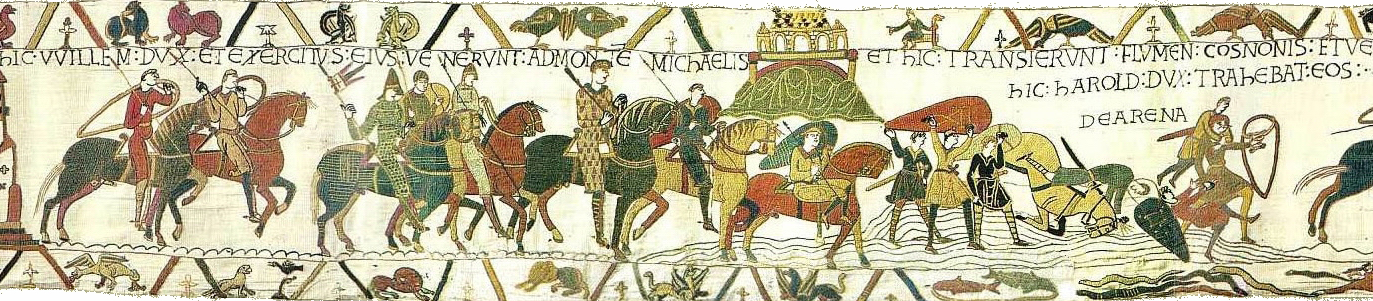
Tapís de Bayeux, escenes 16 i 17: Guillem i Harold al Mont-Saint-Michel (a la part superior central), Harold rescatant cavallers de les arenes movedisses.

Incapaç de defensar el seu regne contra els assalts dels vikings, el rei dels francs va acceptar concedir la península de Cotentin i l’Avranchin, inclòs el Mont-Saint-Michel tradicionalment vinculat a la ciutat d’Avranches, als bretons en el Tractat de Compiègne. Això va marcar l'inici d'un breu període de possessió bretona del Mont. De fet, aquestes terres i el Mont-Saint-Michel mai van ser realment incloses al ducat de Bretanya. Cap al 989–990 aquests bisbats tradicionals, dependents de l’arquebisbat de Rouen i que havien quedat vacants durant l'època de les incursions vikinges, van recuperar els seus bisbes.
La muntanya va tornar a guanyar importància estratègica el 933 quan Guillem I, amb l'Espasa Llarga, va annexionar la península de Cotentin del debilitat Ducat de Bretanya. Això va fer que la muntanya passés definitivament a formar part de Normandia, i està representada al Tapís de Bayeux, que commemora la conquesta normanda. Harold Godwinson apareix al tapís rescatant dos cavallers normands de les arenes movedisses de les planes mareals durant la guerra bretono-normanda. El mecenatge ducal normand va finançar l'espectacular arquitectura normanda de l'abadia en els segles següents.
El 1067, el monestir de Mont-Saint-Michel va donar suport a Guillem I d'Anglaterra en la seva reclamació al tron anglès. Això ho va recompensar amb propietats i terres al costat anglès del Canal de la Mànega, incloent-hi una petita illa davant la costa sud-oest de Cornualla que es va inspirar en el Mont Saint-Michel i es va convertir en un priorat normand anomenat St Michael's Mount of Penzance.

### Segle XIII
El 1204, guerrers bretons dirigits per Guy de Thouars van cremar el Mont Saint-Michel. El rei Felip II va donar una bona quantitat de diners per a la reconstrucció del monestir. El nou monestir va ser acabat en estil normand.
En aquest segle, les lluites entre bretons, normands i anglesos van provocar la destrucció dels albergs, i llavors es va fortificar l'enclavament perquè no torni a passar.

### Guerra dels Cent Anys

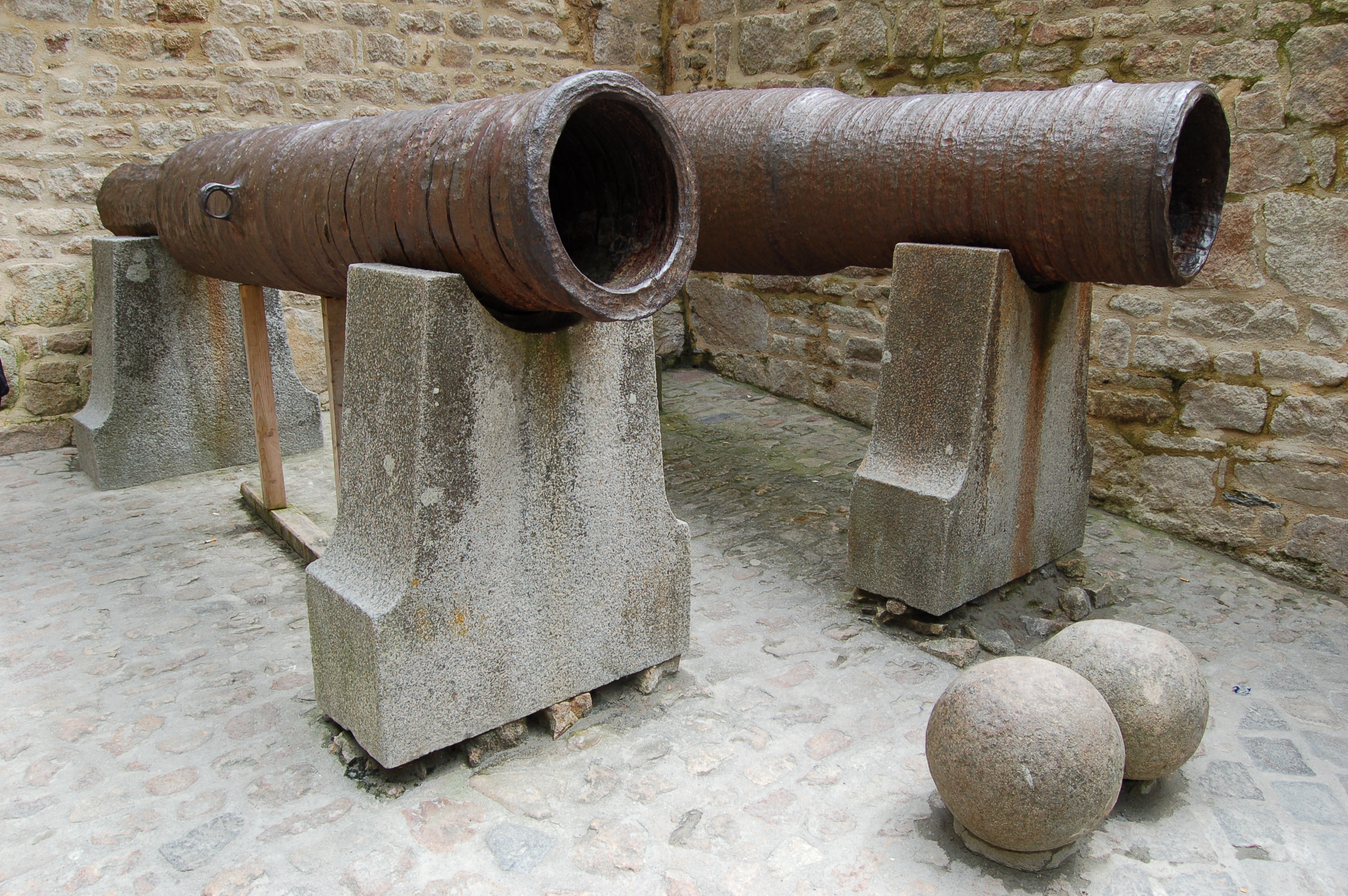
Dues bombardes abandonades per les forces angleses i actualment exposades.

Durant la Guerra dels Cent Anys, les forces angleses van assetjar sense èxit el Mont-Saint-Michel (que estava sota control francès) dues vegades. El primer setge va començar el 1423 i es va aixecar l'any següent. El 1433, una força anglesa equipada amb bombardes de ferro forjat i sota el comandament de Thomas Scales, el 7è baró de Scales, va tornar a assetjar l'illa. També es va aixecar l'any següent. Els homes de Scales van abandonar dues bombardes que havien utilitzat durant el setge del 17 de juny de 1434; van ser recuperades pels francesos i actualment estan exposades.
Quan Lluís XI de França va fundar l’Orde de Sant Miquel el 1469, tenia la intenció que l'església abacial del Mont-Saint-Michel es convertís en la capella de l'orde, però a causa de la seva gran distància de París, la seva intenció mai es va poder dur a terme.

### Les presons de la badia
La riquesa i la influència de l'abadia es van estendre a moltes fundacions filles, incloent-hi St. michael's Mount a Cornualla. La seva popularitat i prestigi com a centre de pelegrinatge van disminuir amb la Reforma, i en l'època de la Revolució Francesa gairebé no hi residia cap monjo. El 1791, els últims benedictins deixen la badia a conseqüència de la revolució francesa. S'hi fa una presó on són engarjolats, des del 1793, més de 300 sacerdots que neguen la nova constitució civil del clero. L'abadia va ser tancada i convertida en presó, inicialment per tancar els opositors clericals del règim republicà. Van seguir presos polítics d'alt perfil. El 1836, figures influents, inclòs Victor Hugo, havien iniciat una campanya per restaurar el que es considerava un tresor arquitectònic nacional.
Eugène Viollet-le-Duc va visitar el mont el 1835. Després de la detenció dels socialistes al mont, denuncien la badia-presó. La presó va ser tancada el 1863 en resposta a un decret imperial.

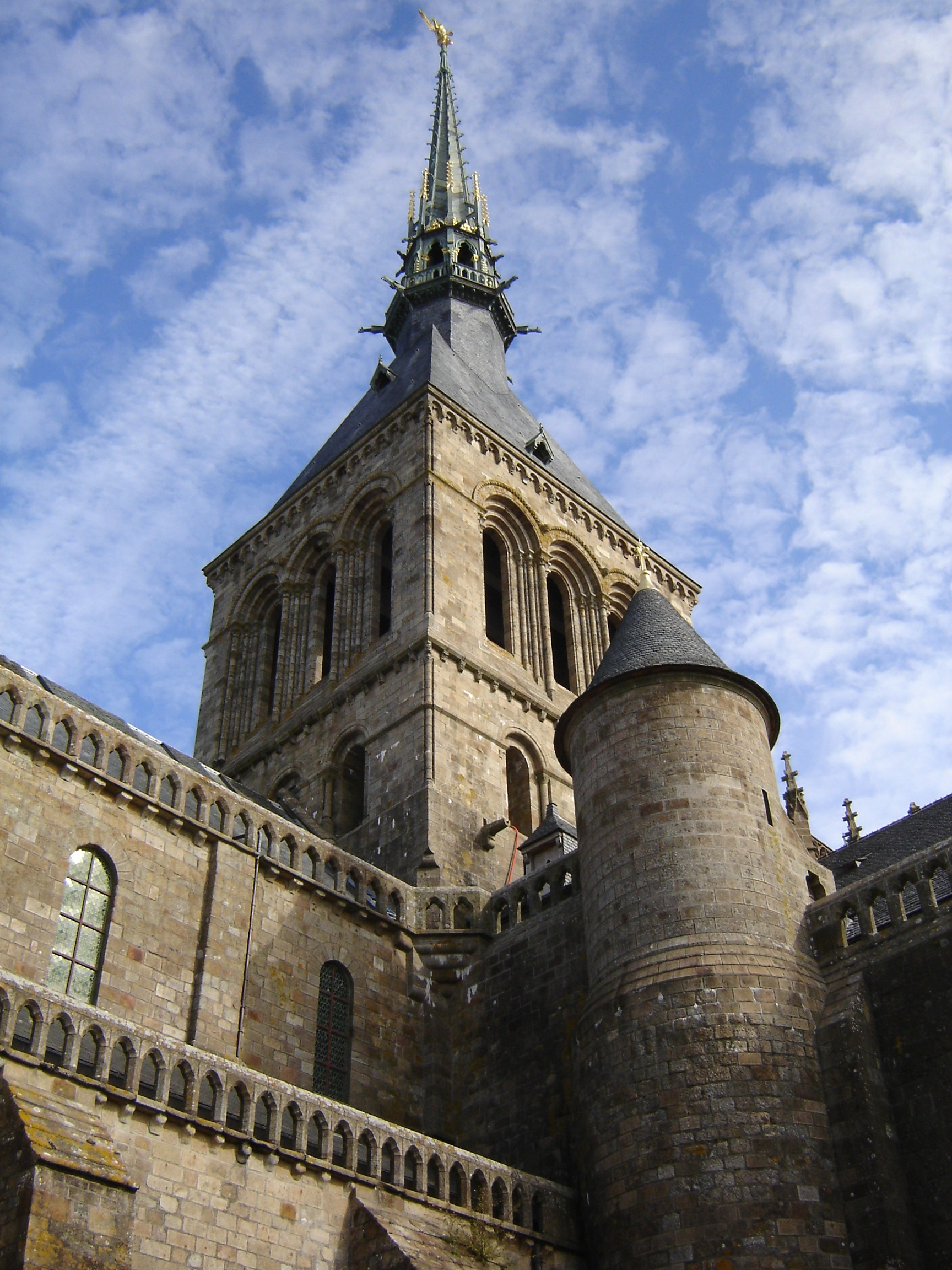
L'espira del Mont Saint-Michel

El 1872, l'arquitecte francès de monuments històrics Édouard Corroyer va ser l'encarregat d'avaluar l'estat del Mont-Saint-Michel. Va trigar uns dos anys a convèncer el seu ministre que el classifiquessin com a monument històric, i va ser declarat oficialment com a tal el 1874. A partir d'aleshores, Corroyer, membre de l’Acadèmia de Belles Arts, va dedicar quinze anys de la seva vida a la restauració de la Merveille. Sota la seva direcció, es van emprendre obres gegantines, començant per les més urgents. Va escriure quatre obres sobre l'edifici.
Durant l'ocupació de França a la Segona Guerra Mundial, els soldats alemanys van ocupar el Mont-Saint-Michel, on van utilitzar l'església de Saint-Aubert com a punt de vigilància. L'illa va ser una atracció important per a turistes i soldats alemanys, amb uns 325.000 turistes alemanys des del 18 de juliol de 1940 fins al final de l'ocupació de França.
Després de la invasió inicial de Normandia per part dels aliats el 6 de juny de 1944, molts soldats alemanys esgotats es van retirar a fortaleses com el Mont-Saint-Michel. L'1 d'agost de 1944, un sol soldat americà, el soldat Freeman Brougher de Pennsilvània i el 72è Batalló de Serveis de Publicitat, va arribar i alliberar el Mont-Saint-Michel acompanyat de dos reporters britànics, Gault MacGowan, del New York Sun, i Paul Holt, del London Daily Express. Una multitud jubilosa de veïns va saludar Brougher, Holt i MacGowan, i Brougher va signar el Llibre d'Or, el registre de la noblesa visitant l'illa, per invitació de l'alcalde. L'abadia també es va utilitzar com a presó per primera vegada des de la Revolució Francesa, quan hi van ser empresonats homes col·laboradors dels alemanys.
El Mont-Saint-Michel i la seva badia van ser afegits a la llista del Patrimoni Mundial de la UNESCO el 1979, catalogats amb criteris com la importància cultural, històrica i arquitectònica, així com la bellesa natural i creada per l'home.

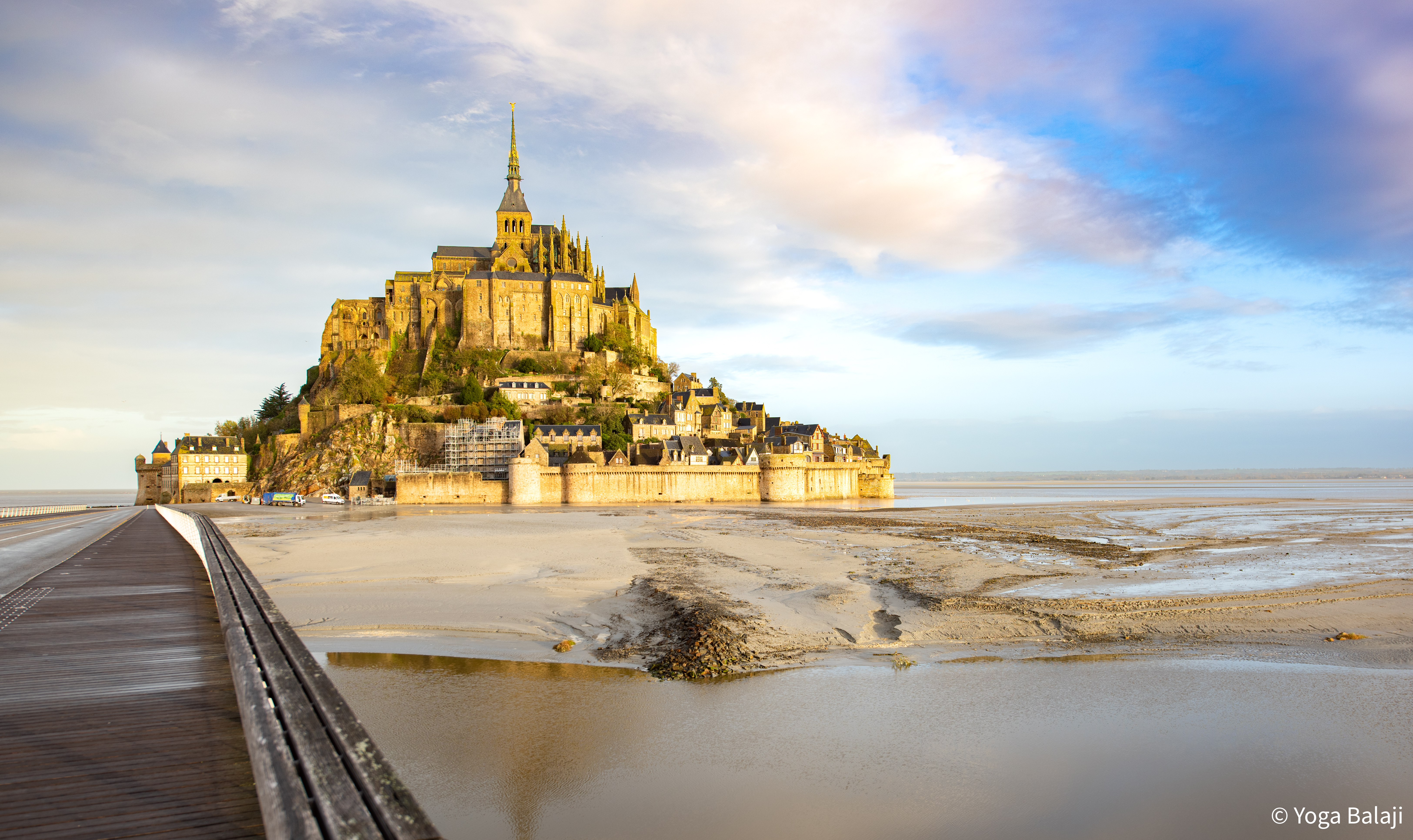
Mont Saint-Michel el 2023

El juny de 2023, el president Emmanuel Macron va visitar el Mont-Saint-Michel per commemorar el mil·lenari de l'abadia. Va afirmar que els canvis des de l'obertura de la presa hidràulica i del nou pont han reduït la sedimentació, convertint-la de nou en una illa.

### Llista d'abats

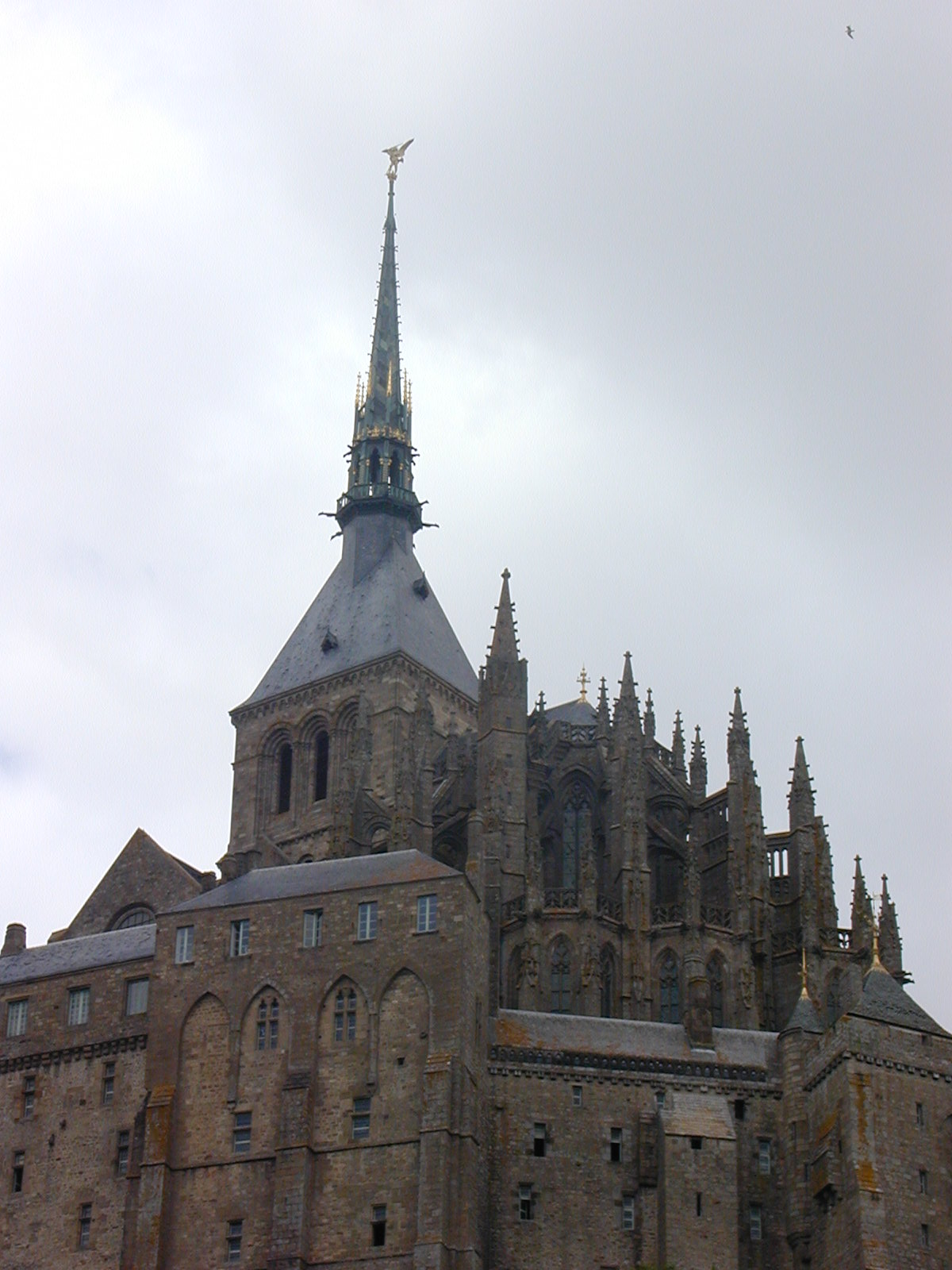
Detall de l'espira

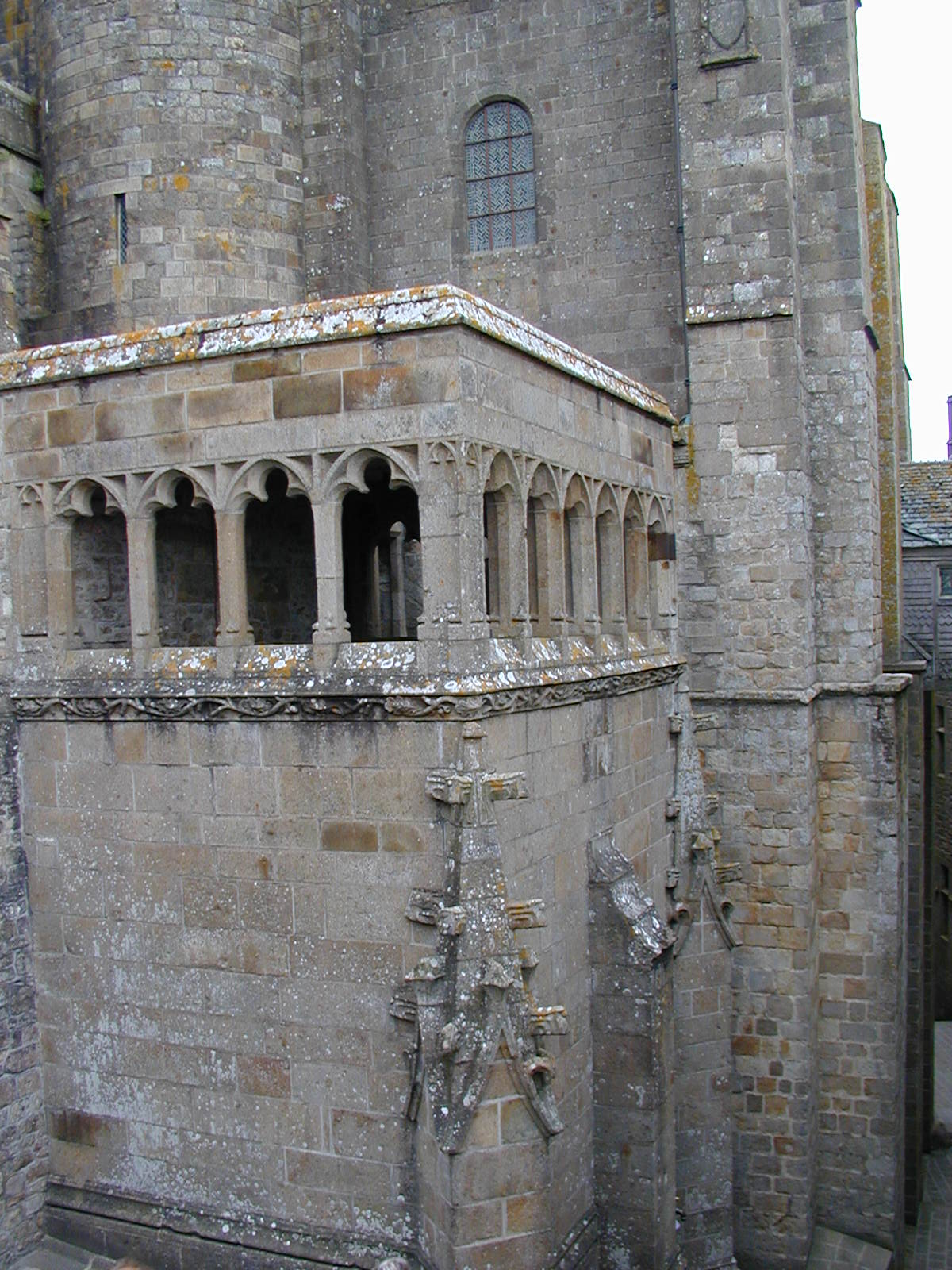
Detall d'un racó

991-1009: Maynard II
1009-1017: Hildebert I
1017-1023: Hildebert II
1025-1051: Almod
1051-1055: Théodoric
1055-1048: Suppo
1048-1058/60 : Radulphe o Raoul de Beaumont
1060/65-1084: Ranulphe o Renaut de Bayeux
1085-1102: Roger I
1106-1122: Roger II
1125-1131: Richard de Mère
1131-1149: Bernard du Bec
1149-1150: Geoffroy
1151-1153: Richard de la Mouche, Robert Hardy
1154-1186: Robert de Torigni
1186-1191: Martin de Furmendi
1191-1212: Jourdain
1212-1218: Radulphe o Raoul des Îles
1218-1223: Thomas des Chambres
1225-1236: Raoul de Villedieu
1236-1264: Richard Turstin
1264-1271: Nicolas Alexandre
1271-1279: Nicolas Famigot
1279-1298: Jean Le Faë
1299-1314: Guillaume du Château
1314-1334: Jean de la Porte
1334-1362: Nicolas le Vitrier
1363-1386: Geoffroy de Servon
1386-1410: Pierre le Roy
1410-1444: Robert Jolivet
1444-1483: Guillaume d'Estouteville
1483-1499: André Laure
1499-1510: Guillaume de Lamps
1510-1513: Guérin Laure
1515-1523: Jean de Lamps
1524-1543: Jean le Veneur
1543-1558: Jacques d'Annebault
1558-1570: François Le Roux d'Anort
1570-1587: Arthur de Cossé-Brissac
1588-1615: François de Joyeuse
1615-1641: Henri de Lorraine, duca di Guise
1641-1643: Ruzé d'Effiat
1644-1670: Jacques de Souvré
1670-1703: Étienne Texier d'Hautefeuille
1703-1718: Karq de Bebambourg
1721-1799: Charles Maurice de Broglie
1766-1769: Étienne-Charles de Loménie de Brienne
1788: Louis-Joseph de Montmorency-Laval

### Desenvolupament del Mont Saint-Michel

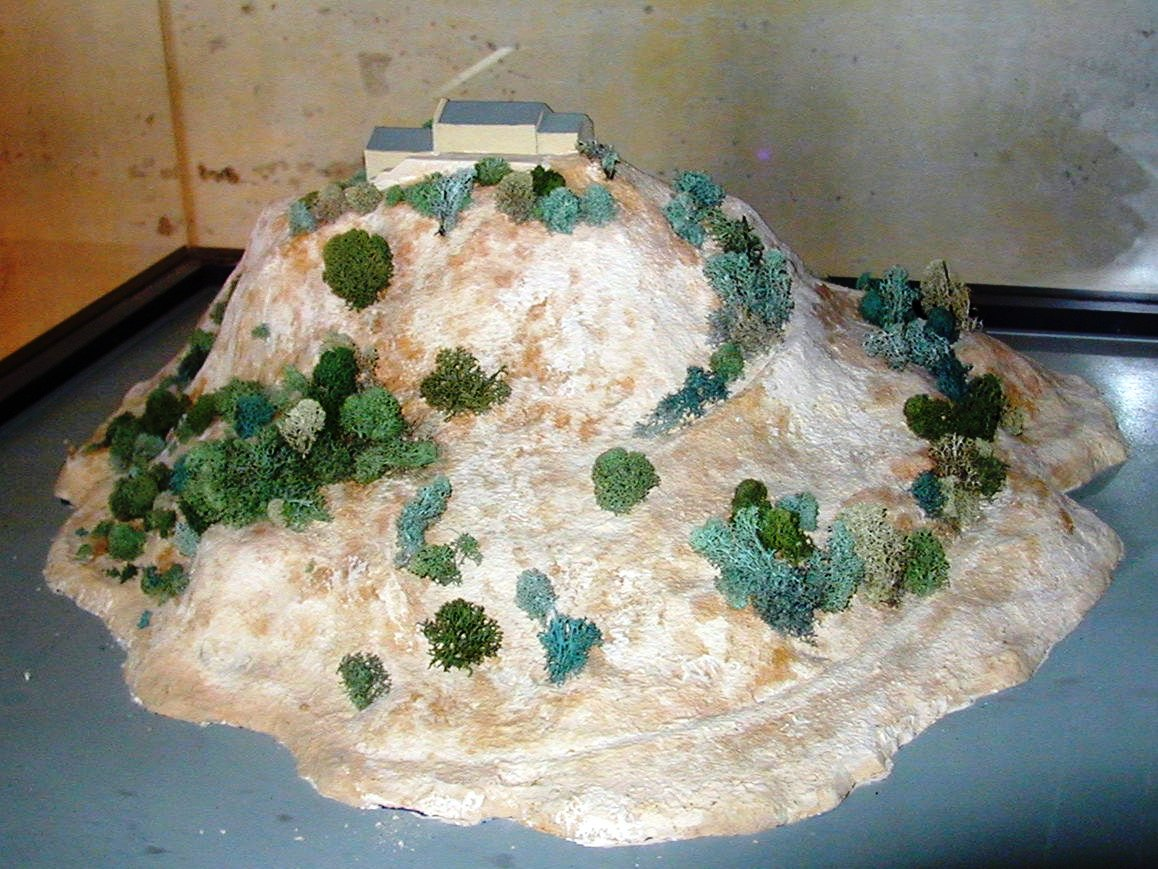
Segle X
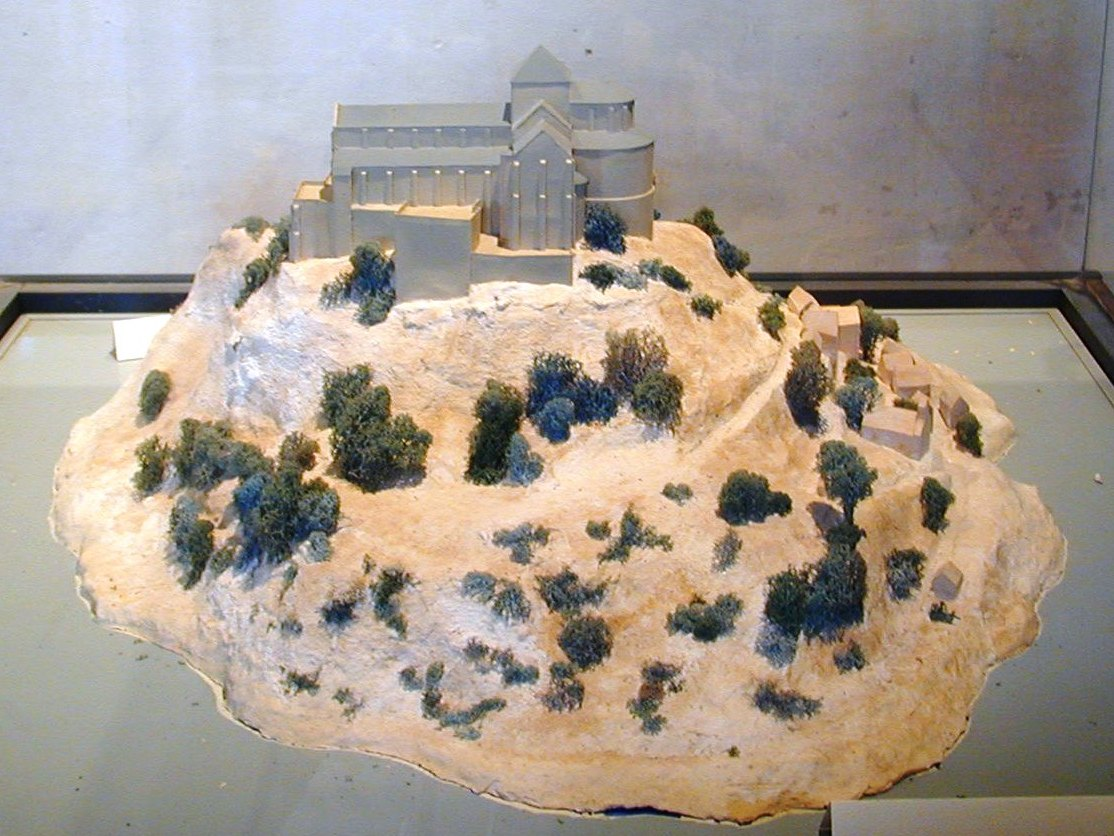
Del segle xi al XII
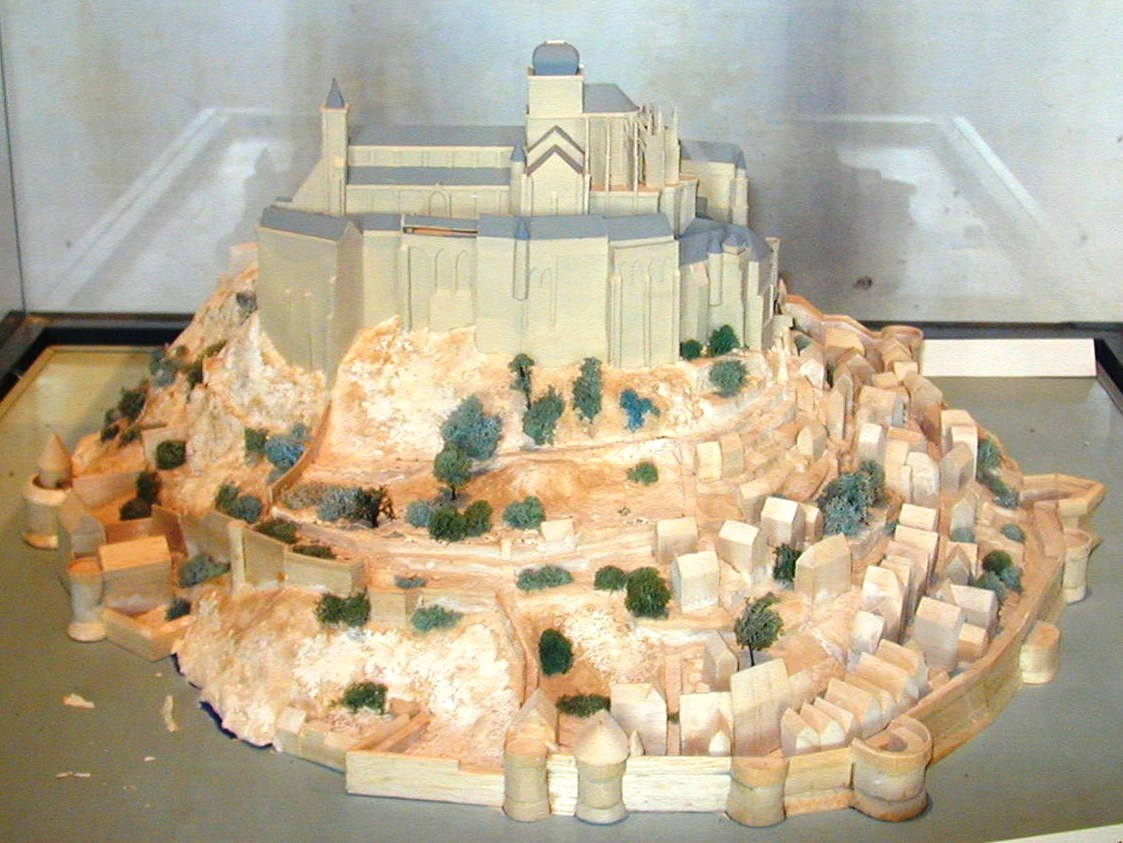
Del segle xvii al XVIII
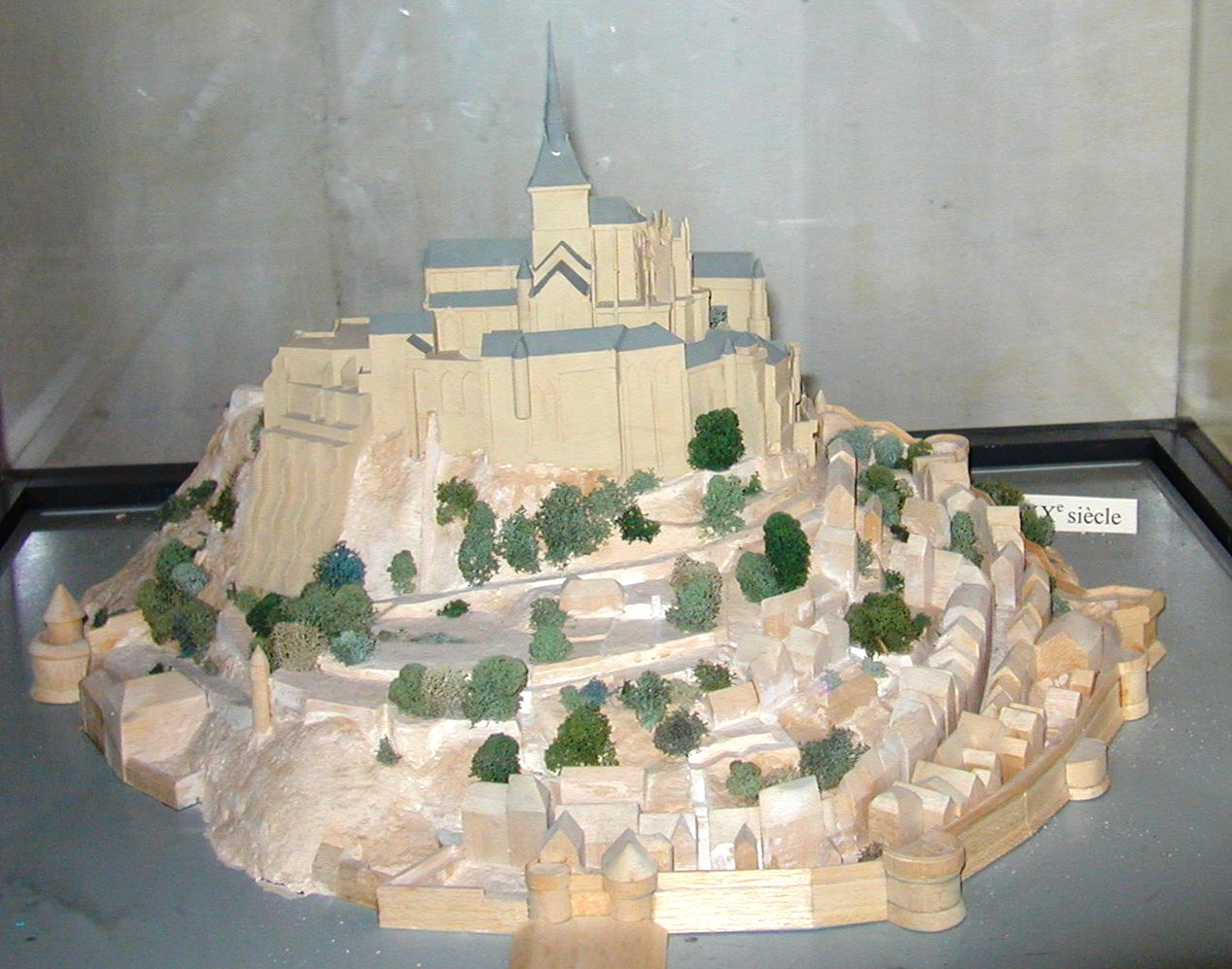
Segle XX

## Disseny de l'abadia

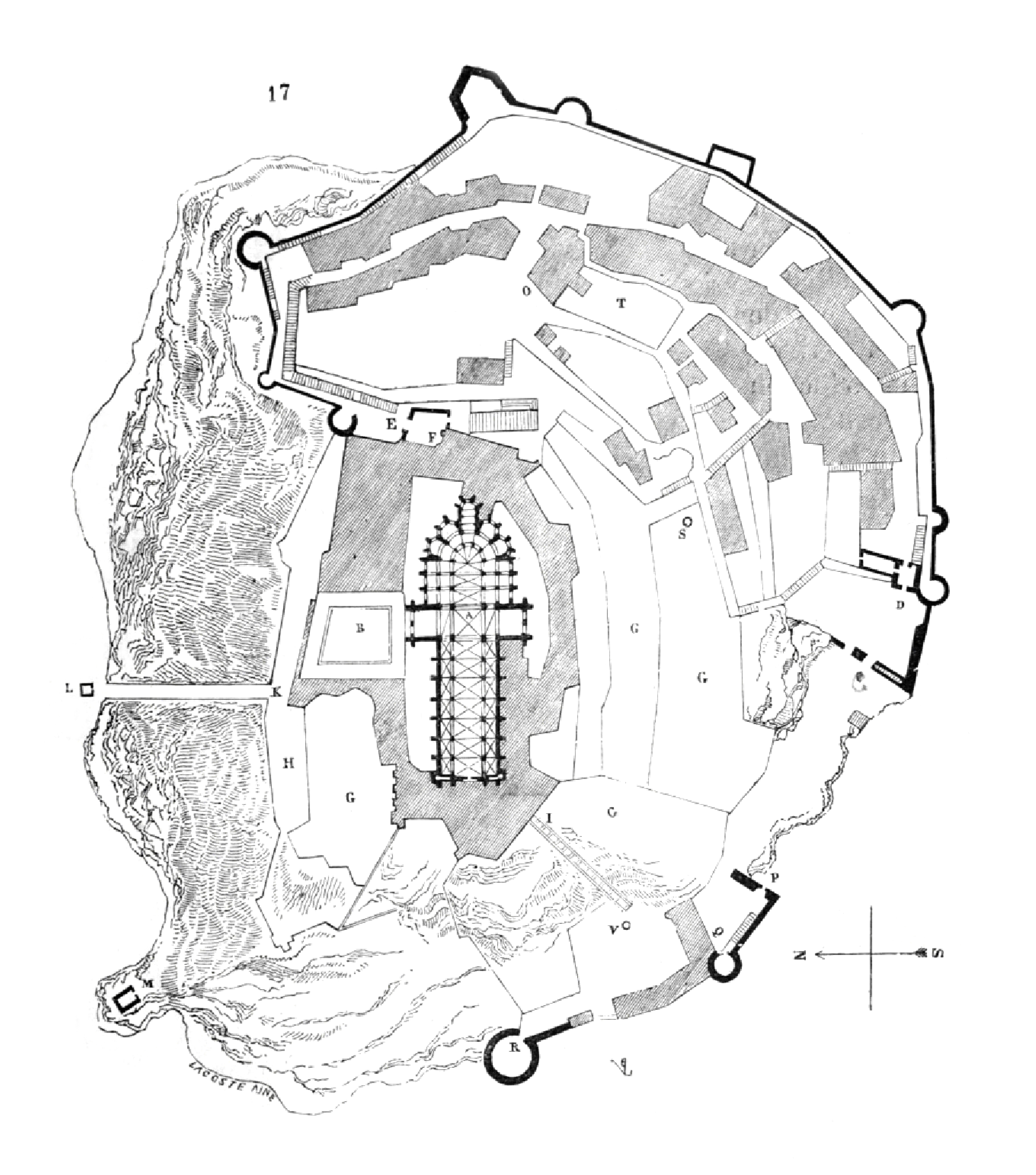
Un pla de la muntanya per Eugène Viollet-le-Duc

Al segle XI, Guillem de Volpiano, l'arquitecte italià que havia construït l'abadia de Fécamp a Normandia, va ser escollit per Ricard II, duc de Normandia, com a contractista de les obres. Va dissenyar l'església romànica de l'abadia, col·locant atrevidament el creuer del transsepte al cim de la muntanya. Es van haver de construir moltes criptes i capelles subterrànies per compensar aquest pes. Aquests van formar la base de l'estructura ascendent de suport que es pot veure avui dia. Avui dia, el Mont Saint-Michel es considera un edifici d'arquitectura romànica.
Robert de Thorigny, un gran partidari d’Enric II d'Anglaterra, que també era duc de Normandia, va reforçar l'estructura dels edificis i va construir la façana principal de l'església al segle XII. El 1204, Guiu de Thouars, regent de la duquessa de Bretanya, com a vassall del rei de França, va emprendre un setge del Mont. Després d'incendiar el poble i massacrar la població, es va retirar sota les poderoses muralles de l'abadia. El foc que va encendre es va estendre als edificis i les teulades van caure víctimes de les flames. Horroritzat per la crueltat del seu aliat bretó, Felip II de França va oferir a l'abat Jordan una subvenció per a la reconstrucció de l'abadia en el nou estil arquitectònic gòtic.
Carles VI és acreditat amb l'addició d'importants fortificacions a la muntanya de l'abadia, la construcció de torres, successius patis i el reforç de les muralles.

## Les Fraternitats Monàstiques de Jerusalem
Des del juny del 2001, arran de la crida que els va dirigir l'any 2000 Jacques Fihey, bisbe de Coutances i Avranches, una comunitat de monjos i monges de les Fraternitats Monàstiques de Jerusalem, enviats des de la casa mare de St-Gervais-et-St-Protais a París, viuen com a comunitat al Mont-Saint-Michel. Van substituir els monjos benedictins que havien tornar a la muntanya el 1966. Són llogaters del centre de monuments nacionals i no participen en la gestió de l'abadia.
La comunitat té set germanes i quatre germans. La seva vida gira al voltant de l'oració, el treball i la vida fraternal. La comunitat es reuneix quatre vegades al dia per recitar l'ofici litúrgic a l'abadia, o a la cripta de Notre-Dame des Trente Cierges a l'hivern. El 2012, la comunitat va emprendre la renovació d'una casa a la muntanya, el Logis Saint-Abraham, que s'utilitza com a casa d'hostes per als pelegrins en retir.

## Dofins a la badia
A l'estiu, els dofins de les aigües més càlides de l'oceà Atlàntic segueixen els corrents marins per jugar al voltant de les barques tradicionals dels pescadors locals, les famoses barquetes motoritzades. Aquestes embarcacions no són gaire grans, fan uns 5 metres de llargada i 2 metres d'amplada. En conseqüència, solen tenir motors petits que no fan gaire soroll i utilitzen poca quantitat de combustible. La manera com giren les seves hèlixs crea un corrent suau al qual aquests dofins són molt receptius. A més, els dofins que tenen molt bona memòria saben que els pescadors dels voltants del Mont-Saint-Michel són amables amb ells i mai no són perjudicials. A causa d'això, aquests dofins s'acosten a les embarcacions i juguen al seu voltant, oferint un espectacle esplèndid.

## Persones i llocs destacats
- Robert de Torigni, famós abat del mont;
- El duc de Chartres (més tard Lluís Felip I) va venir a enderrocar la "gàbia de ferro";
- Louis Auguste Blanqui, pres polític a la muntanya;
- Armand Barbès, pres polític a la muntanya;
- La Mère Poulard, famós restaurant;
- Anne Boutiaut Poulard, creadora de la truita de la mère Poulard.
- Tiphaine Raguenel, noble bretona i astròleg.

## Economia
El Mont-Saint-Michel ha pertangut durant molt de temps a algunes famílies que compartien els negocis de la ciutat i dirigien l'administració del poble. El turisme és gairebé l'única font d'ingressos de la comuna, aportant 63 milions de dòlars a la petita illa el 2014. Hi ha unes 50 botigues per a tres milions de turistes. Unes 25 persones dormen cada nit a la muntanya, inclosos els monjos, excepte els que són als hotels. Hi ha 132 habitacions d'hotel dins de les muralles de l'illa. Les principals institucions són compartides per:
- Eric Vannier, propietari del grup Mère Poulard (que posseeix la meitat de restaurants, botigues, hotels i tres museus);
- Jean-Yves Vételé, director general de Sodetour (cinc hotels, un supermercat i botigues —totes extramurs—, inclosa Mercury Barracks);
- Patrick Gaul, exfuncionari electe, hoteler i restaurador intramural;
- Comerciants independents.

L'excés de turisme és un problema per al Mont-Saint-Michel, agreujat pels turistes que hi van principalment en excursions d'un dia, cosa que provoca una massificació de 10:00 a 16:00, especialment a l'estiu. La fundació del Mont-Saint-Michel ha introduït mesures per canviar aquest patró i reduir la massificació durant el dia, com ara la introducció d'aparcament gratuït després de les 18:30, excepte durant els mesos de juliol i agost.

## Galeria d'imatges

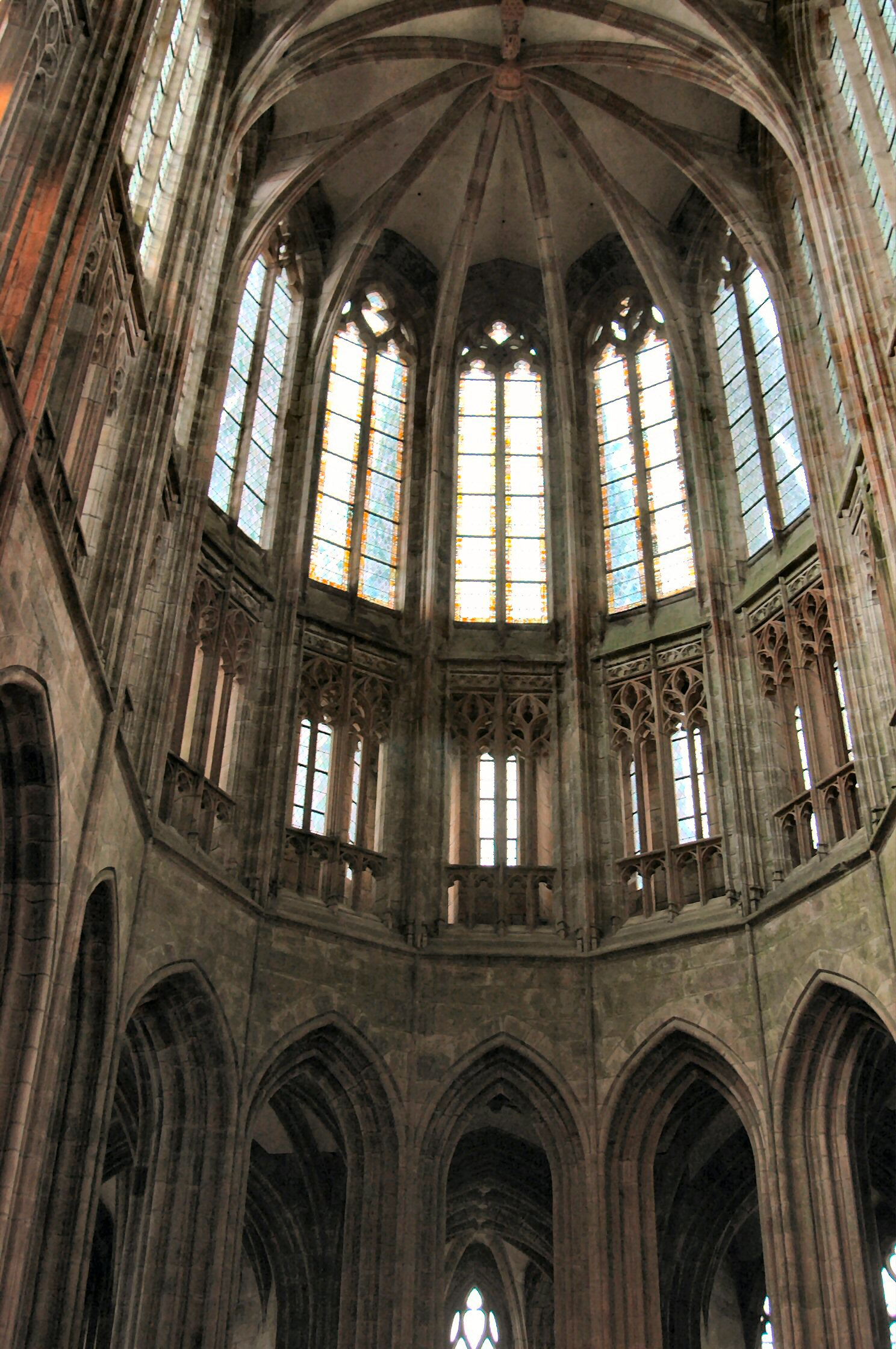
Interior de l'abadia
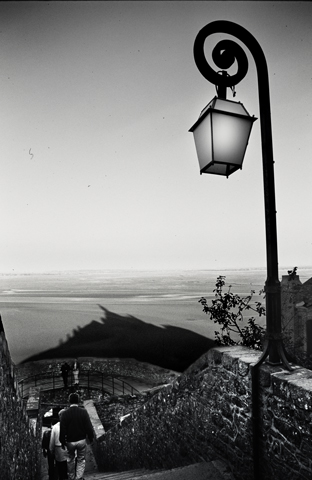
L'ombra de la fortalesa sobre el mar
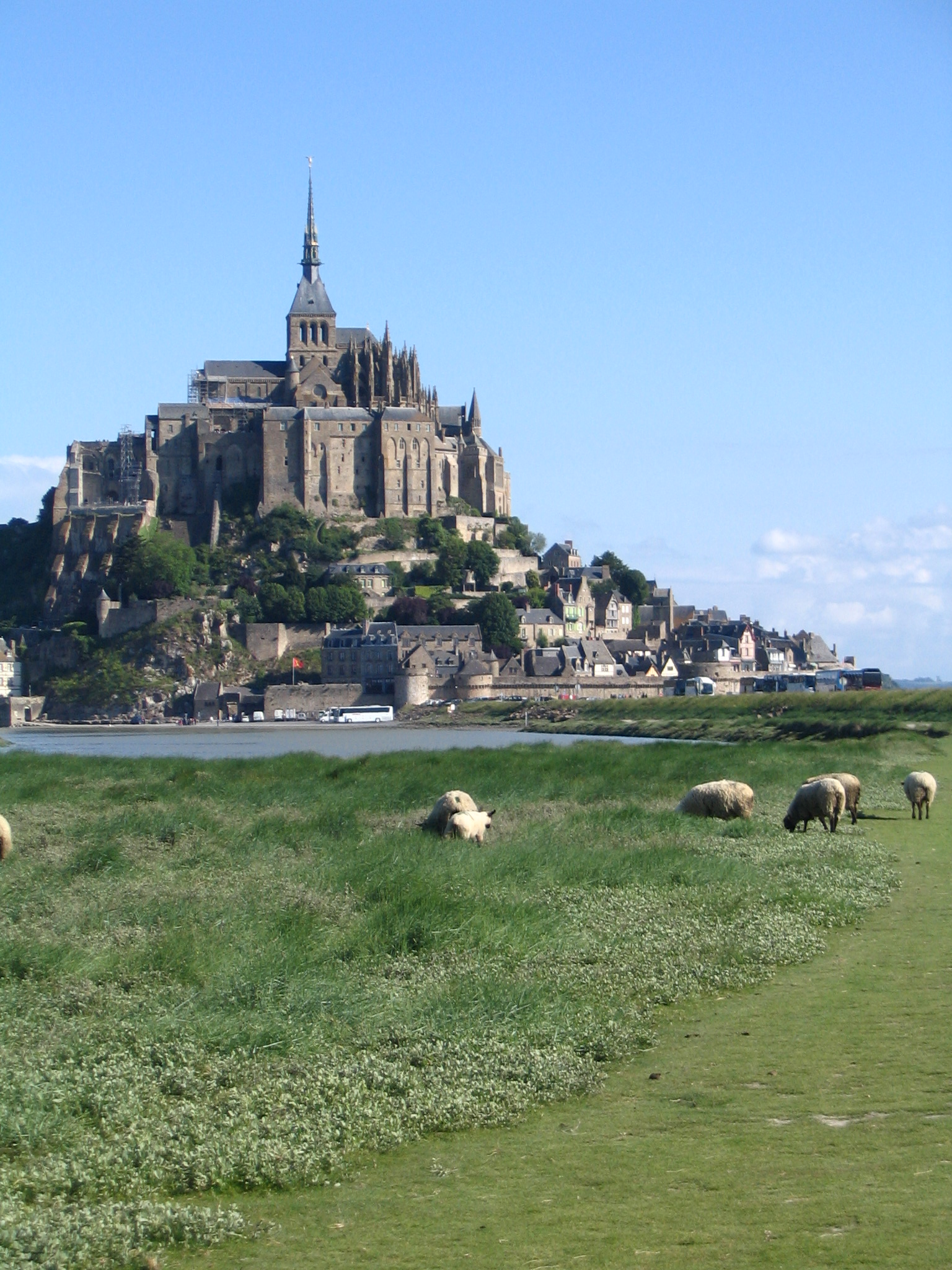
Una altra vista de la fortalesa
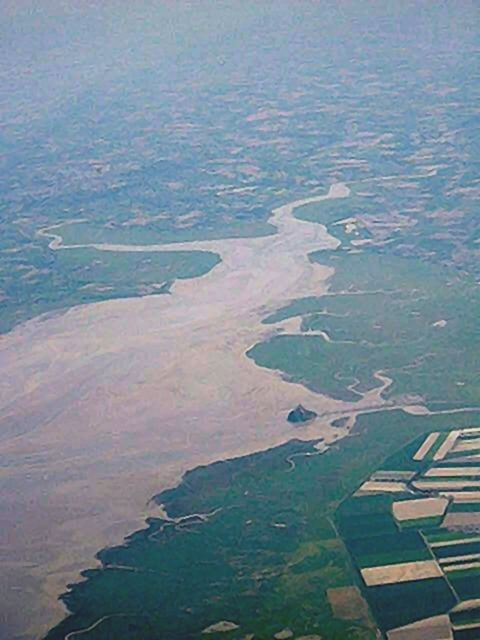
Vista aèria d'Avranches i el Mont Saint-Michel
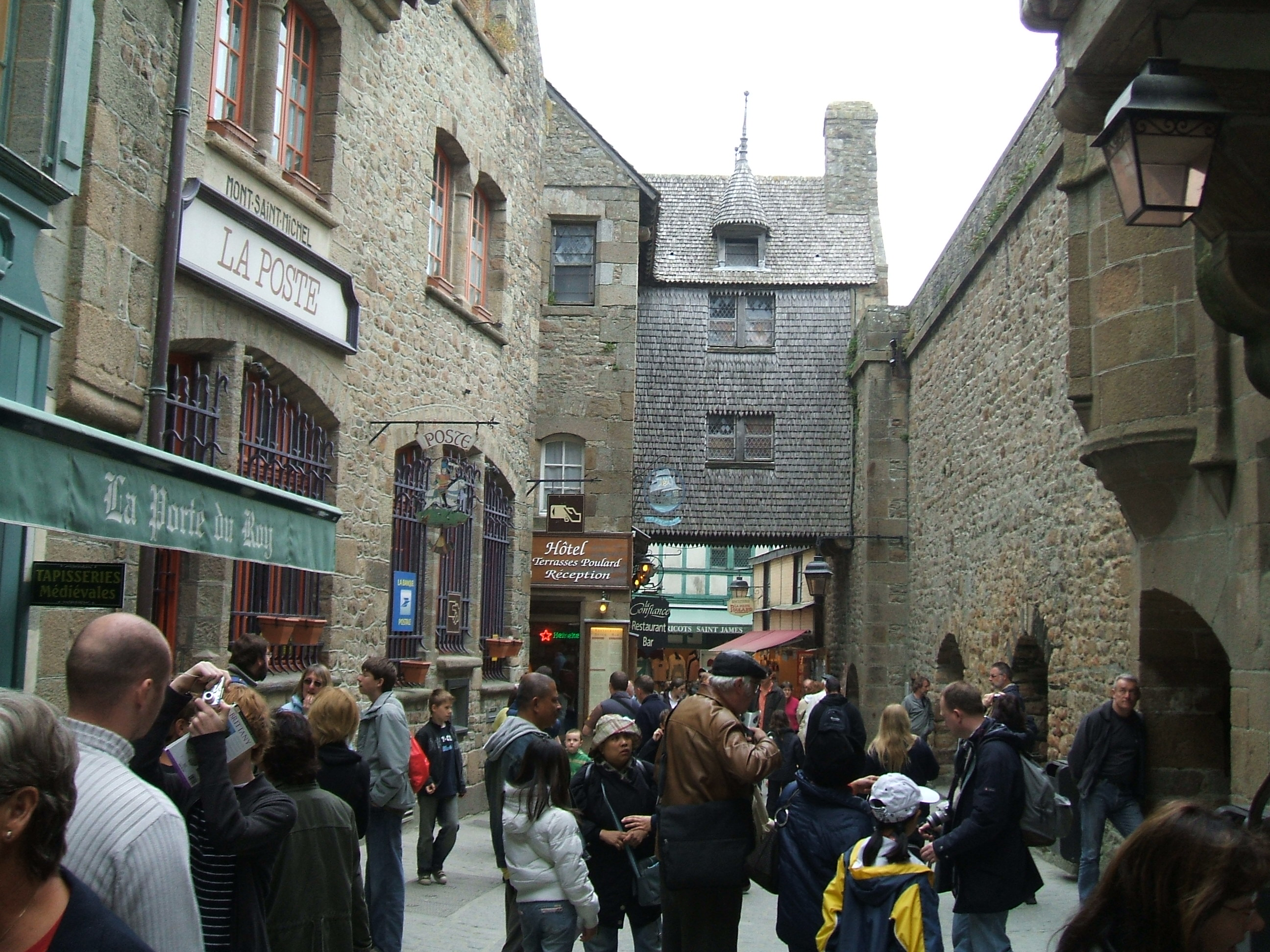
Carrer del Mont Saint-Michel